# In Evening Air
In Evening Air är ett musikalbum från 2010 av syntpopbandet Future Islands och gavs ut av skivbolaget Thrill Jockey. Detta är Future Islands andra studioalbum.

## Låtlista
Albumet innehåller nio låtar.
1. Walking Through That Door – (4:33)
2. Long Flight – (5:15)
3. Tin Man – (3:13)
4. An Apology – (3:43)
5. In Evening Air – (1:13)
6. Swept Inside – (4:47)
7. Inch of Dust – (3:33)
8. Vireo's Eye – (4:07)
9. As I Fall – (5:34)

## Medverkande

### Future Islands
- William Cashion – Elbas, akustisk gitarr
- Samuel T. Herring – Sång
- Gerrit Welmers – Musikprogrammering, synthesizer

### Övriga
- Danny Bowen – Trummor, slagverk
- Andrew M. Burt – Violin
- Owen Gardner – Cello
- Chester Gwazda – Musikprogrammering

Källa: 